# Akira Matsunaga
Akira Matsunaga (松永 行 Matsunaga Akira?,  21 de septiembre de 1914 en Shizuoka - 20 de enero de 1943 en Isla de Guadalcanal) fue un futbolista japonés que se desempeñaba como delantero.
En 1936, Matsunaga jugó 2 veces para la Selección de fútbol de Japón. Matsunaga fue elegido para integrar la selección nacional de Japón para los Juegos Olímpicos de Verano de 1936.

## Trayectoria

### Selección nacional
| Selección | País  | Año  |
| --------- | ----- | ---- |
| Absoluta  | Japón | 1936 |

## Estadística de equipo nacional
| Selección de Japón | Selección de Japón | Selección de Japón |
| Año                | Part.              | Goles              |
| ------------------ | ------------------ | ------------------ |
| 1936               | 2                  | 1                  |
| Total              | 2                  | 1                  |